# Moscow Mule
El Moscow Mule (lit. ‘Mula de Moscou’), també anomenat vodka buck, és un còctel fet amb vodka, cervesa de gingebre i suc de llima, adornat amb una rodanxa de llima. És un tipus de buck o mule, còctels a base de llima, ginger ale o ginger beer i alguna beguda alcohòlica.
Sovint se serveix en tassa de coure. Els puristes de la cocteleria defensen que aquest metall manté millor el fred de la beguda i fins i tot aporta matisos als sabors individuals dels seus ingredients, especialment quan el vodka oxida les parets de la tassa. Altres bàrmans ho atribueixen a motius simplement de tradició i estètica. En contacte amb aliments àcids (pH <6), el coure pot desprendre i infiltrar-se en la beguda, podent ser un perill per a la salut. Per això, es recomana que les tasses de coure estiguin xapades amb níquel o acer inoxidable a l'interior i al llavi, encara que existeix certa controvèrsia sobre si el grau d'intoxicació és realment perceptible en un termini curt de temps, ja que el coure causa toxicitat en els éssers humans al voltant dels 30 ml⁄l de coure, quantitat molt inferior a la d'un sol Moscow Mule.

## Variants

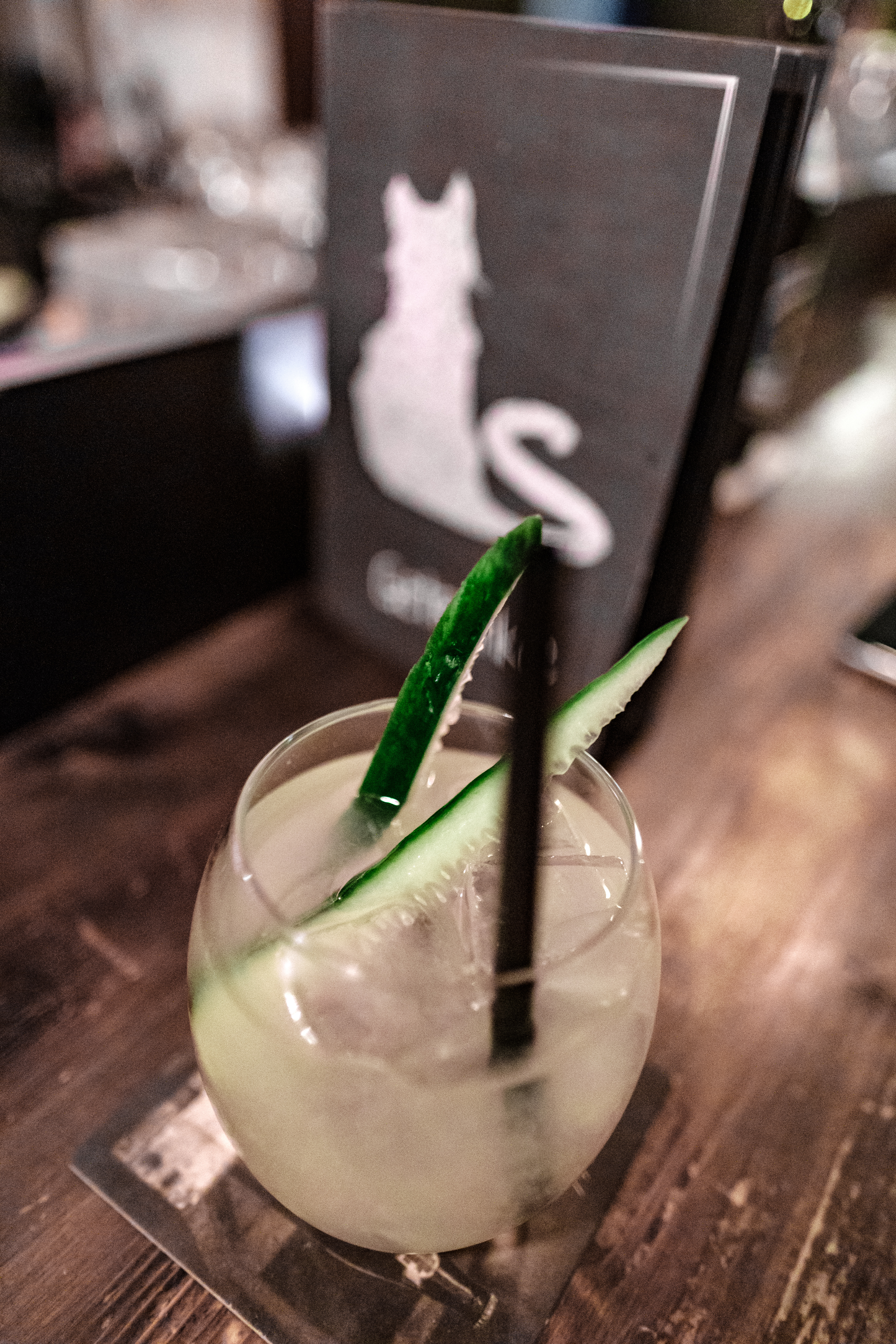
French Mule

Les variants fan servir diferents licors, amb el nom canviat en conseqüència:
- Si es fa servir bourbon, la beguda es diu Kentucky Mule o Horsefeather
- Si s'utilitzen bourbon i licor de cafè, es diu New Orleans Mule
- Si es fa servir ginebra, és un Gin-gin Mule
- Si es fa servir tequila, és un Mexican Mule
- Si s'utilitza rom especiat, és un Jamaican Mule
- Si es fa servir el rom Bundaberg, és un Aussie Mule
- Si es fa servir whisky irlandès, és un Irish Mule
- Si es fa servir whisky escocès barrejat i licor Saint Germain, és un Glasgow Mule
- Si es fa servir absenta, és un Bohemian Mule
- Si s'usen absenta i schnapps de canyella, es diu Dead Man's Mule
- Si es fan servir conyac i amarg d'Angostura, és un French Mule
- Si es fan servir licor de pera i Poire Williams, és un Prickly Pear Mule
- Si es fa servir licor Southern Comfort, es diu Southern Mule
- Si es fa servir licor de Tuaca, és una Tuscan Mule